# توجيه نشط بالرادار

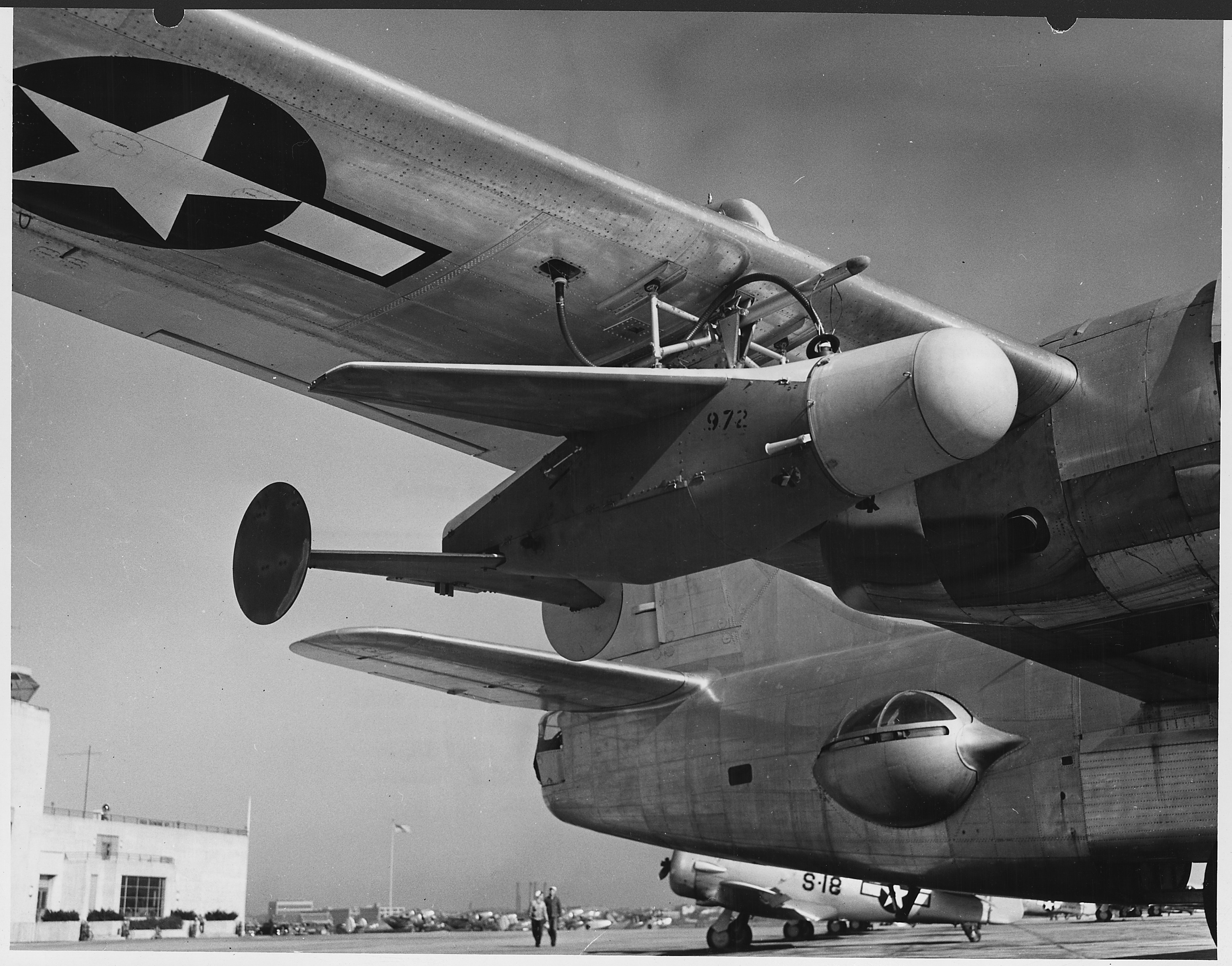

التوجيه النشط بالرادار (إنجليزية: Active radar homing) هي وسيلة من وسائل توجيه الصواريخ. يضم الصاروخ في هذه الطريقة جهاز بث لإشارات الرادار والمعدات الإلكترونية اللازمة ليجد ويتتبع الهدف بشكل مستقل عن الطائرة. الناتو يعطى اسما مختصرا هو «فوكس 3» لهذا النوع من الصواريخ.

## مميزات نظام التوجيه النشط بالرادار
يوجد ميزتان رئيسيتان للتوجيه النشط بالرادر:
- بما أن الصاروخ يقتفي أثر الهدف، يكون الصاروخ أقرب للهدف بكثير من منصة الإطلاق في المرحلة الأخيرة من رحلته، يكون اقتفاء أثر الهدف من الصاروخ نفسه في هذه الحالة أفضل بكثير من اعتماده على إشارات الرادار التي ترسلها الطائرة وترتد من جسم الهدف ويصبح بهذا لديه مناعة أكبر ضد وسائل التشويش الإلكتروني. أفضل احتمالات إصابة الهدف تكون بالصواريخ الموجهة بشكل نشط بالرادار (وأيضا الصواريخ التي تستخدم مزيجا ما بين التوجيه النشط بالرادار وموجات الراديو).
- بما أن الصاروخ يكون مستقلا تماما خلال المرحلة الأخيرة، ليس هناك حاجة أن يعمل رادار منصة الإطلاق (طائرة أو على الأرض أو من سفينة حربية مثلا) في هذه المرحلة وفي حالة ما إذا كانت منصة الإطلاق متحركة (طائرة حربية) من الممكن أن تغادر الطائرة المكان أو تشتبك مع أهداف أخرى بينما يتجه الصاروخ نحو الهدف بمفرده. يطلق على هذا النوع من الصواريخ أحيانا «أطلق وانس» (إنجليزية: fire-and-forget) ويعد تطورا كبيرا في عالم الصواريخ جو-جو.

## عيوب نظام التوجيه النشط بالرادار
يوجد عيبان رئيسيان للتوجيه النشط بالرادر:
- بما أن الصاروخ نفسه يحمل جهاز البث الراداري والمعدات الإلكترونية اللازمة لاقتفاء أثر الهدف وتوجيه الصاروخ، كان من الصعب أن يتم وضع كل هذا في الصاروخ دون زيادة كبيرة غير مقبولة في وزنه وحجمه. حتى في هذا العصر وقد ابتكرت تقنيات عالجت هذا الأمر، يظل الصاروخ مكلفا جدا حيث يتم وضع إلكترونيات معقدة جدا في الصاروخ ثم يتم فقدها وتدميرها طبعا بعد اصطدام الصاروخ بالهدف.
- توجد فرصة ضئيلة جدا أن أي هدف يمتلك رادارا مناسبا لا يلتقط الصاروخ المتجه له. وهذا يعطي الهدف وقتا كافيا ليهرب من الصاروخ أو يفعّل وسائل التشويش الإلكتروني. إلا أن الصاروخ شديد الدقة لن يسمح للهدف فعل شيء لتجنب الإصابة مالم يكن الهدف مناورا ومراوغا بشكل كبير ومميز.
- هذا النوع من الصواريخ نشط فقط في الاشتباكات بعيدة المدى.